# Batalla de Beroe
La batalla de Beroe fue un conflicto cerca de Stara Zagora, la antigua Ulpia Augusta Traiana, entre los romanos y los godos en el año 250 cuyo resultado fue una victoria gótica.
Después de la batalla de Nicopolis ad Istrum donde los godos fueron derrotados, el emperador Decio llegó a Beroe. Su ejército estaba exhausto y tenía que descansar a sus hombres y caballos, pero Cniva y sus godos lo atacaron y el ejército romano fue fuertemente derrotado.